# 臺北水道水源地
臺北自來水博物館位於臺灣台北市中正區思源街1號，國立臺灣大學水源校區對面，原為中華民國三級古蹟「臺北水源地唧筒室」，2002年2月5日公告更名，並將觀音山蓄水池、量水室、渾水抽水站列入古蹟主體範圍。現由臺北自來水事業處開放為臺北自來水園區內之自來水博物館（水博館）。

## 歷史淵源
1895年（明治28年）日本政府領臺戰事中，日軍戰死者僅164人、而因疾病而亡者達4,600人、另26,000人返日本就醫，此使得當時日本內務省衛生局局長後藤新平要求在臺的衛生顧問調查全台衛生狀況，制定上水道（自來水）與下水道設施為開發臺灣的首要工作。1896年8月，由臺灣總督府所派的巴爾頓等人進行全臺衛生工程及臺北自來水建設之調查工作，臺灣的第一個自來水計畫亦於1896年在淡水開工。
1907年，依巴爾頓之建議，在公館觀音山腳下新店溪畔建取水口，以引取原水；在觀音山麓設淨水場進行淨水處理，再將處理過之清水以抽水機抽送至觀音山上之配水池，藉由重力方式自然流下，供應住戶日常用水。
1908年，取水口、唧筒室建築與設備裝置先行完成。1909年，輸配水管、淨水場及配水池全面完工，淨水場開始供水，出水量20,000噸，用水人口十二萬人，並命名為「臺北水源地慢濾場」，從此臺北自來水開始邁入現代化之供水系統。
臺灣水道工程自1896年巴爾頓與助手濱野彌四郎之衛生工事調查開始，至1937年時已完成了淡水、基隆、台北、士林、北投、新竹、台中、彰化、嘉義、大甲、斗六、台南、高雄等共111處水道。
1951年初，臺北市政府成立「臺北市自來水水源擴建工程推行委員會」，由市長吳三連任主任委員。1951年4月，臺北市政府成立擴建工務所，聘請臺灣省政府建設廳技正范純一主持設計施工。1952年2月底，擴建工程完成，設施包括混凝池一座、沉澱池二座及快濾池四座，容量為每日出水量20,000噸。1974年，進行臺北區自來水第三期擴建工程，為配合臺北水源地慢濾場之拆除工作，沉澱池增設傾斜管以加速膠凝沉澱效果，快濾池改換為石榴石濾材，每日出水量增為50,000噸。1977年，唧筒室退役。

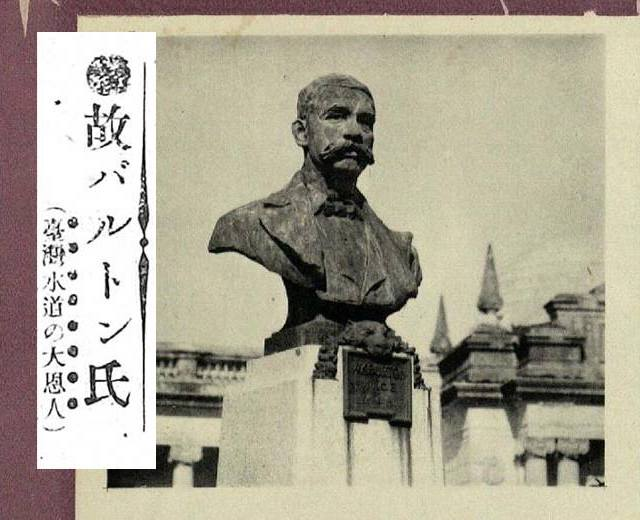
工程顧問威廉·巴爾頓
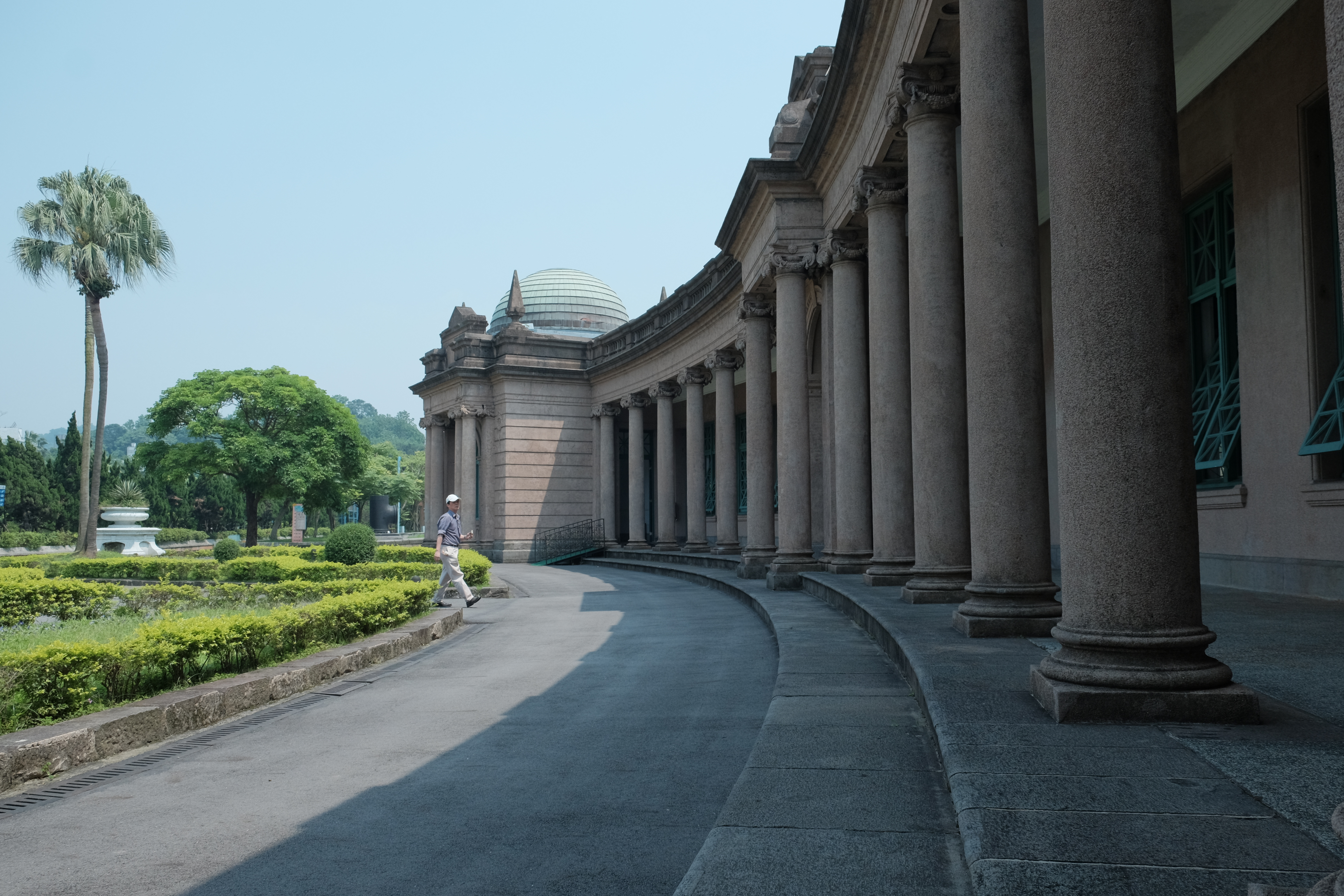
愛奧尼柱式的門廊
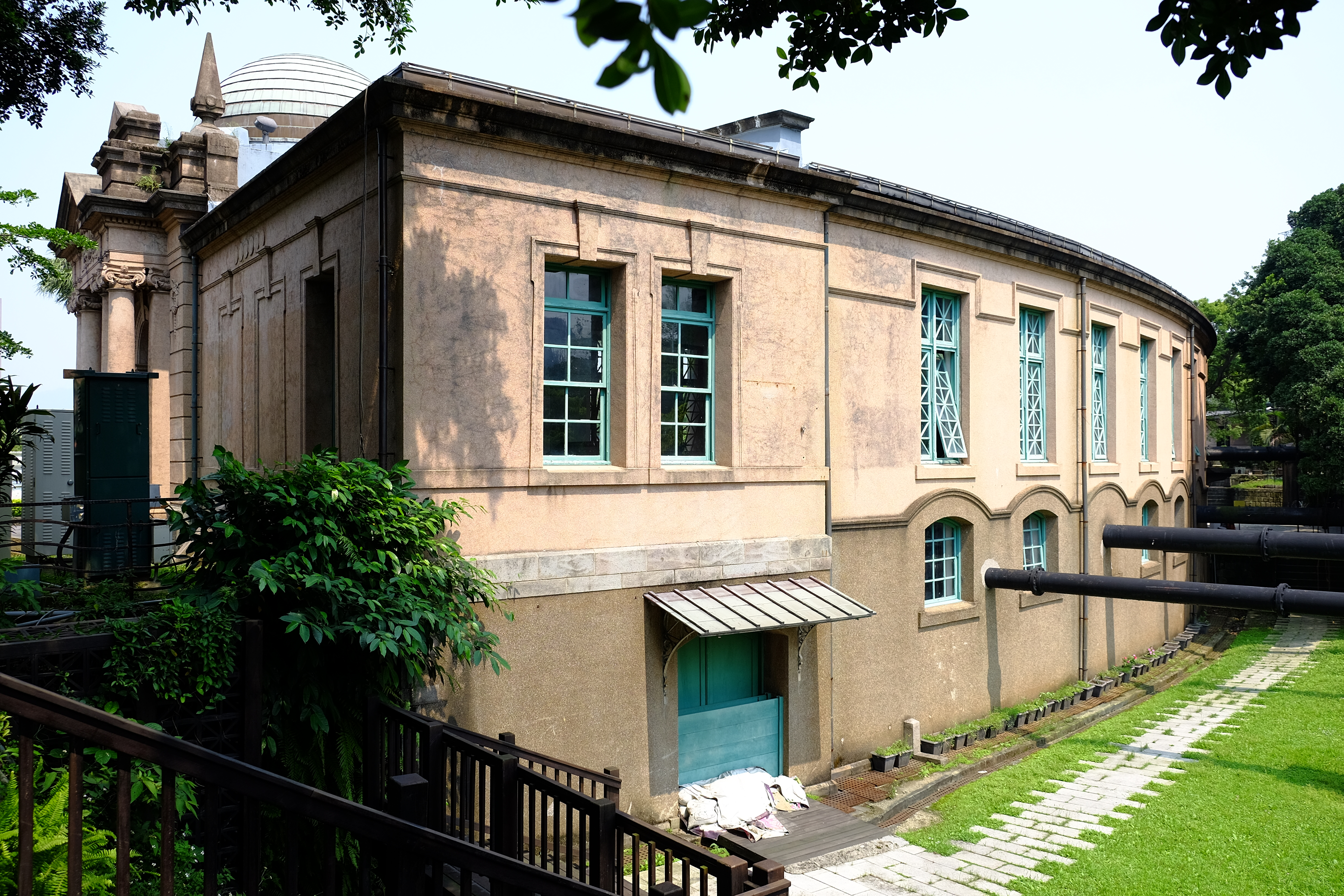
臺北水道唧筒室後側
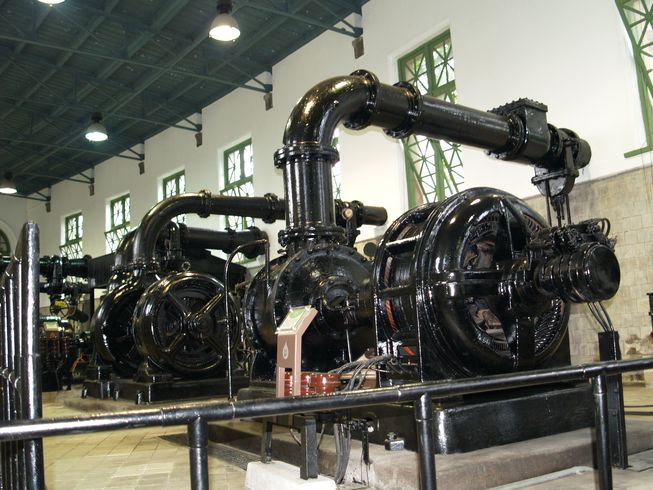
自來水博物館抽水機區
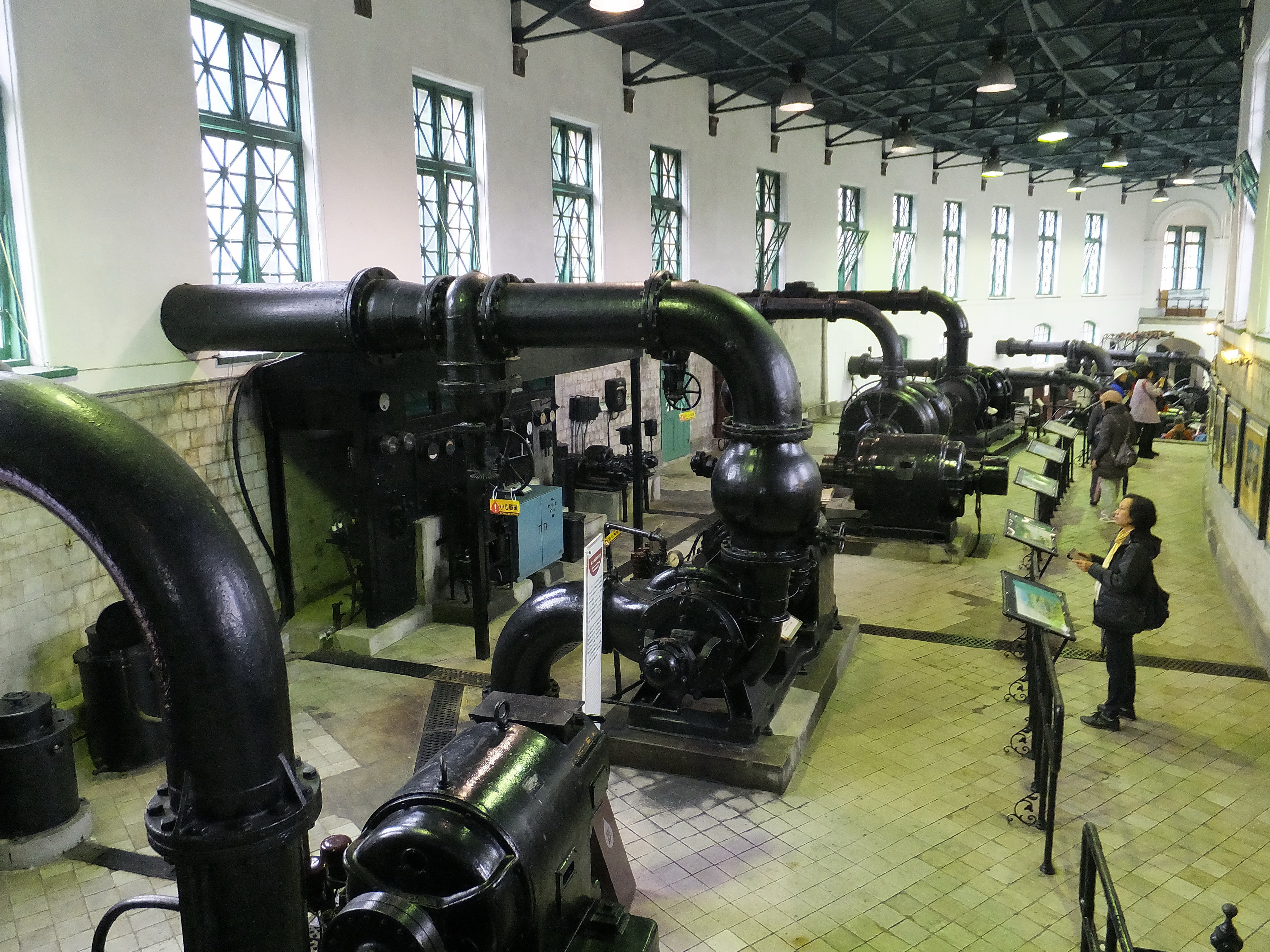
半地下的抽水機區
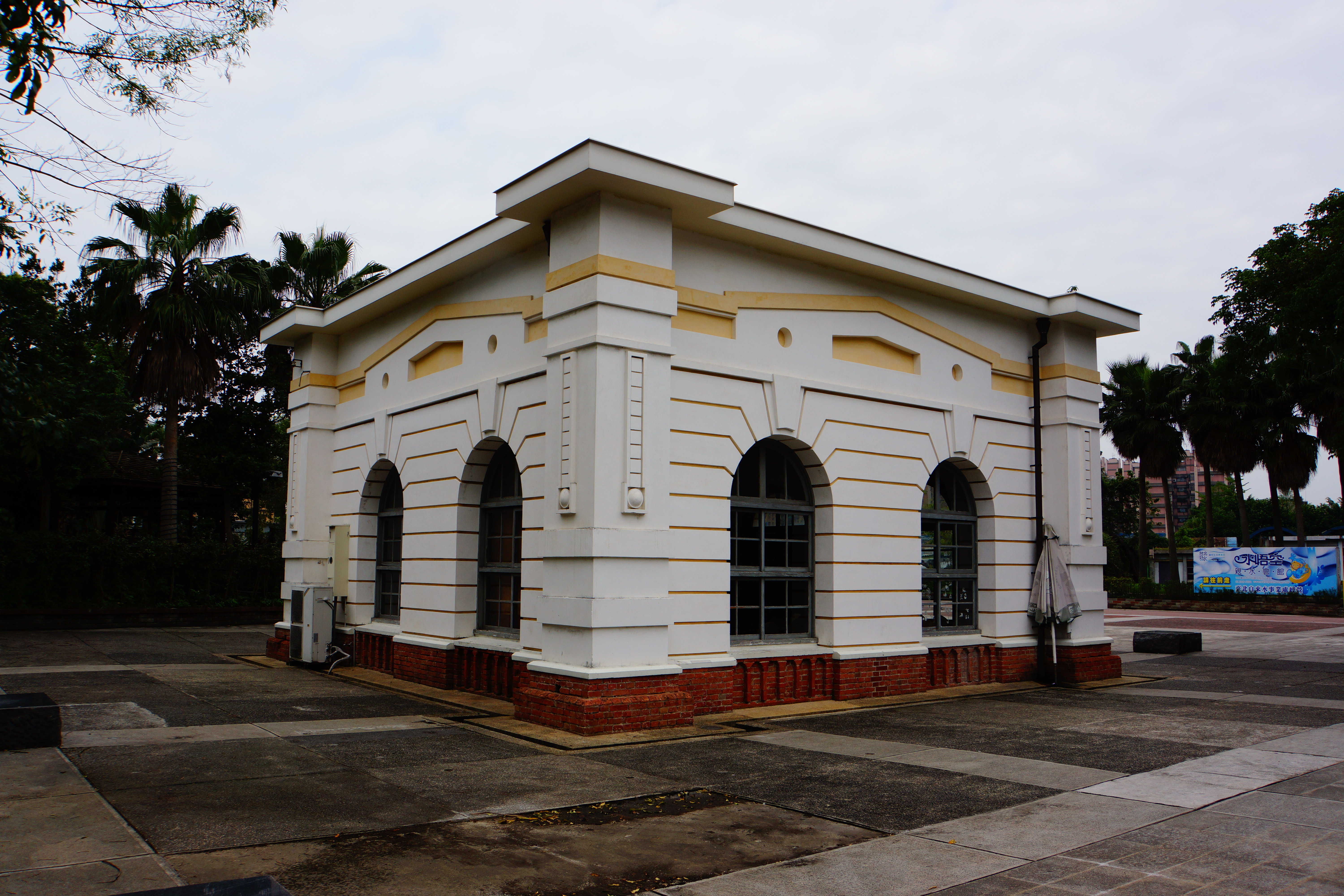
自來水博物館

## 自來水園區
1993年6月，中華民國內政部將唧筒室列為三級古蹟。1993年9月27日，唧筒室首次對外開放參觀二星期。1997年，臺北市政府民政局編列唧筒室調查研究報告預算新臺幣200萬元，委託中國工商專科學校完成唧筒室調查研究報告《臺北市三級古蹟水源地唧筒室之調查研究》。1998年5月，臺北自來水事業處斥資新臺幣8千餘萬元修復唧筒室原貌。
2000年開放為臺灣首座自來水博物館。2002年合併公館淨水場部分區域，整合更名為「自來水園區」擴大服務。2007年自來水園區設置親水體驗區。2012年於園區內成立環境教育中心，用於推廣水資源環境教育。

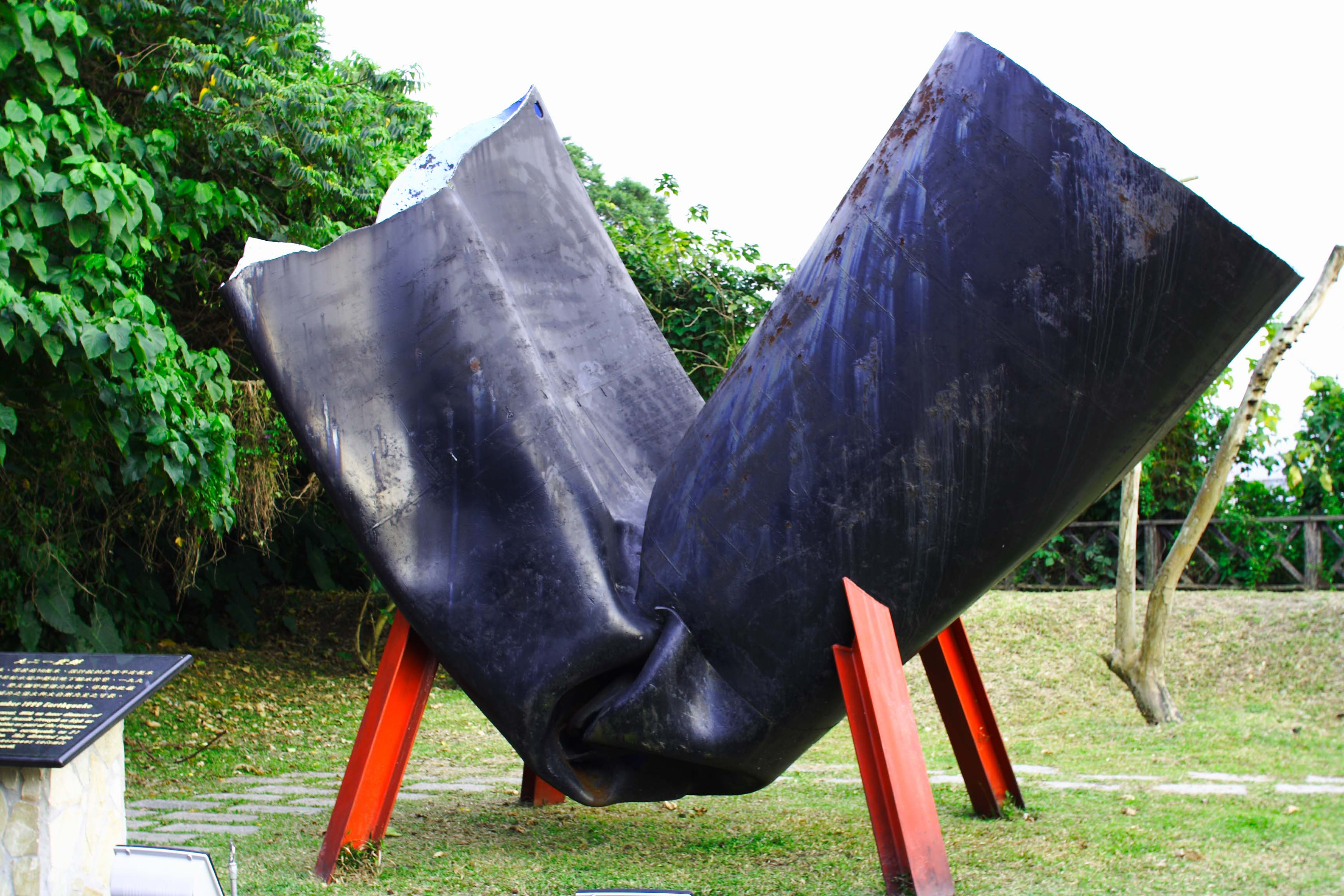
展示原臺中縣豐原給水廠在921大地震時遭受強大拉力導致變形之地下輸水幹管
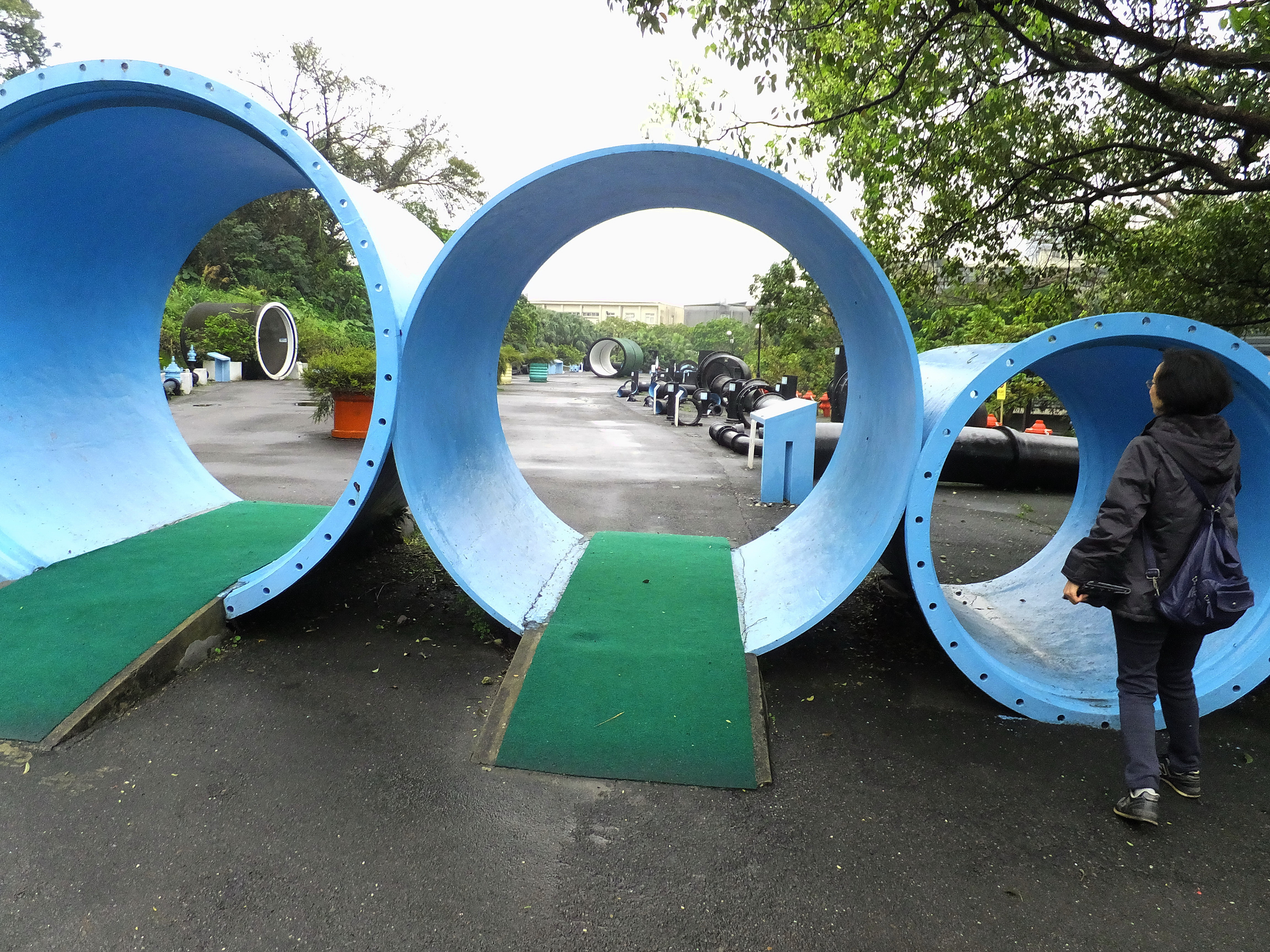
原尺寸大輸水管展示
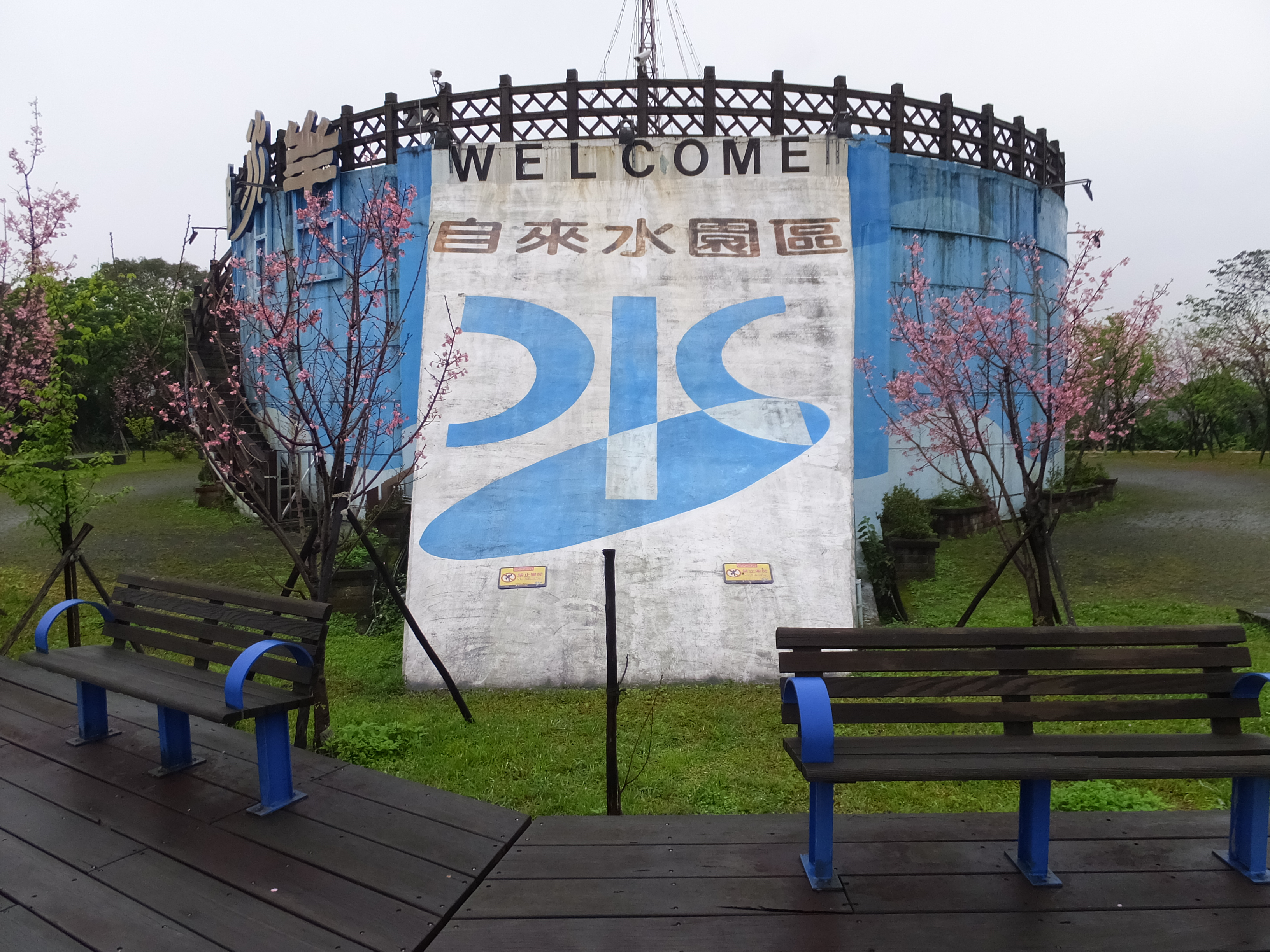
戰後設置之消壓塔
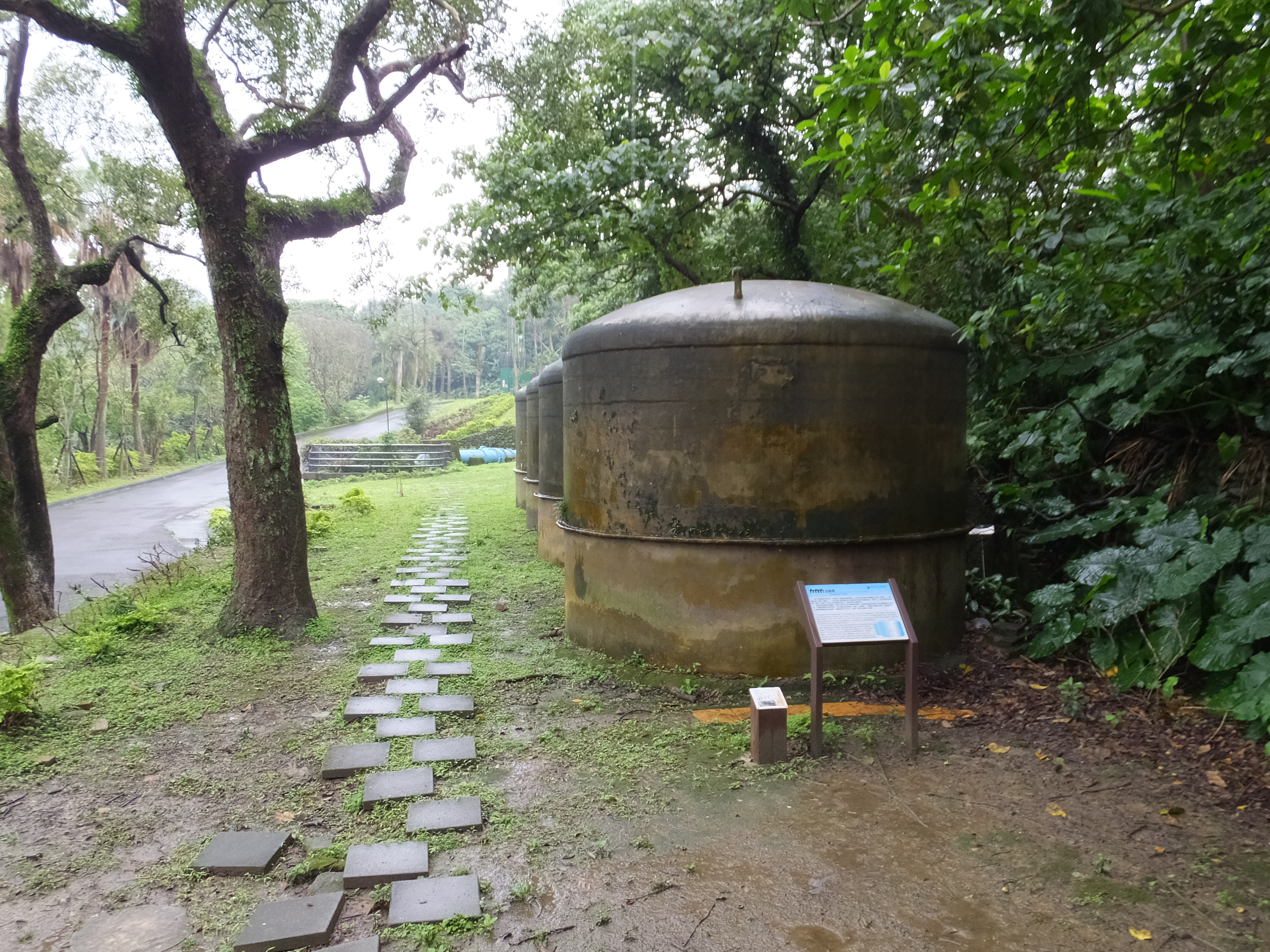
虎空山儲水槽
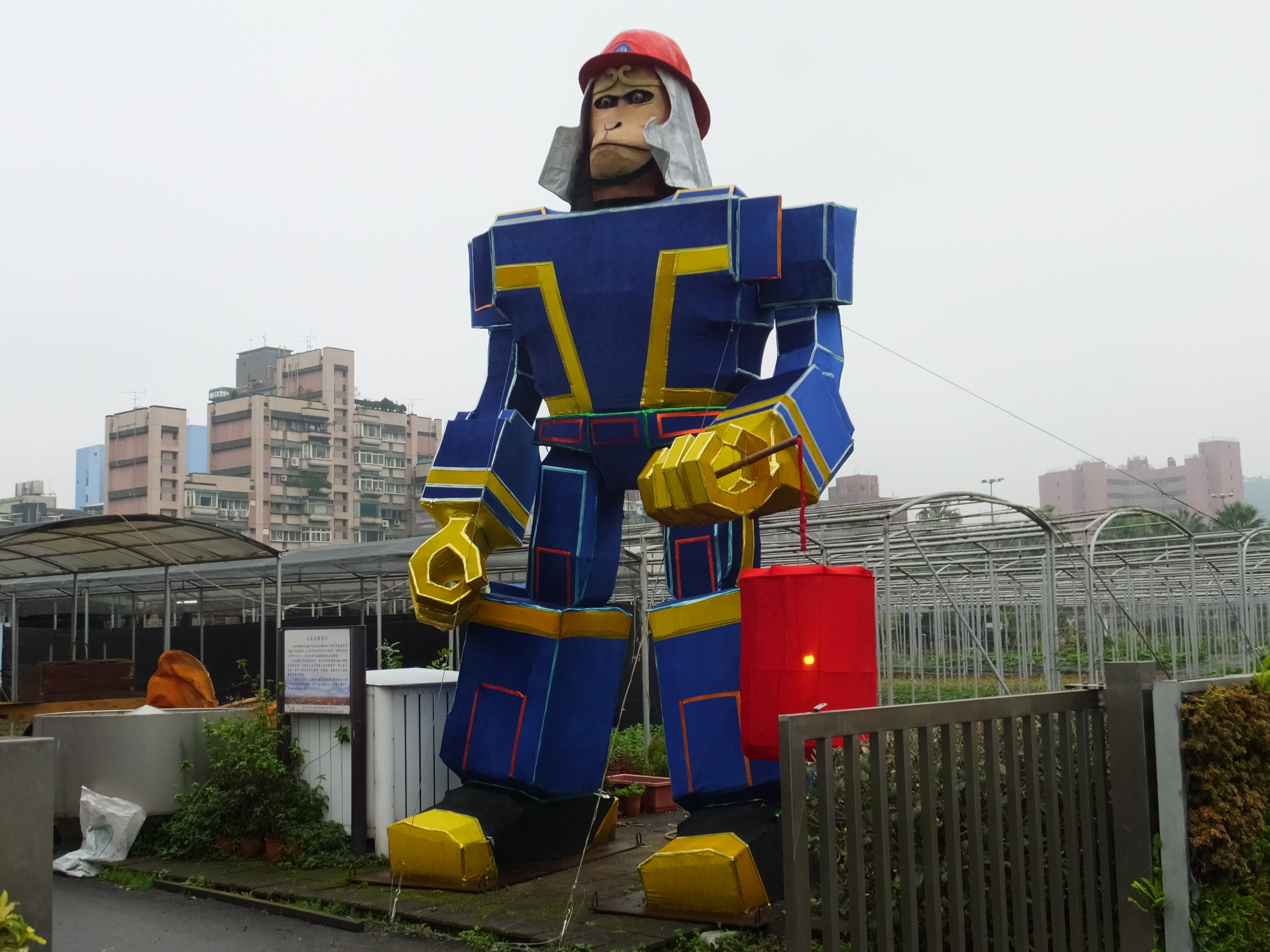
水源地苗圃
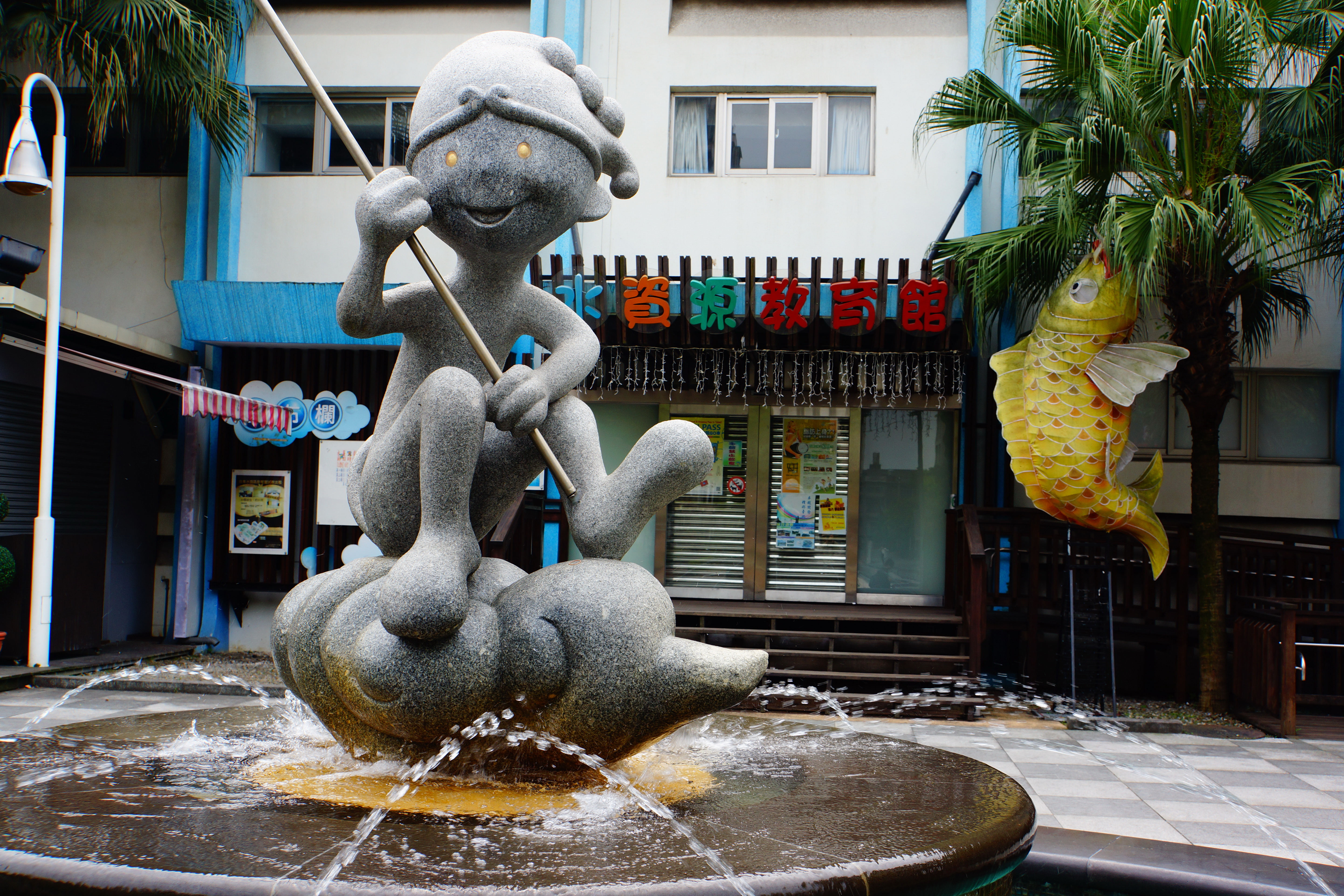
水資源教育館

## 外部連結
- 臺北市政府文化局 （页面存档备份，存于）
- 臺北自來水園區 （页面存档备份，存于）